# Síndrome del túnel tarsiano
El síndrome del túnel tarsiano es una neuropatía por compresión y una afección dolorosa del pie en la que el nervio tibial se comprime mientras viaja a través del túnel tarsiano. Este túnel se encuentra a lo largo de la parte interna de la pierna, detrás del maléolo medial (protuberancia en la parte interna del tobillo).

## Síntomas
Los pacientes con este síndrome normalmente se quejan de entumecimiento, dolor y ardor en el pie, irradiados al dedo gordo y a los primeros tres dedos. En algunos casos otras áreas pueden llegar a verse afectadas. Si el síndrome es severo, todo el pie puede verse afectado, ya que pueden verse involucradas varias ramas del nervio tibial. El dolor de tobillo también está presente en pacientes que presentan un nivel avanzado de la aflicción.
La inflamación o hinchazón puede ocurrir dentro de este túnel por varias razones. El retináculo flexor tiene una capacidad limitada para estirarse, así que el aumento de la presión eventualmente causa compresión en el nervio dentro del túnel. A medida que aumenta la presión sobre los nervios, disminuye el flujo sanguíneo. Los nervios responden con sensaciones alteradas como hormigueo y entumecimiento. Se acumula líquido en el pie al pararse y caminar y esto empeora la afección. A medida que los músculos pequeños pierden su suministro de nervios, pueden crear una sensación de calambres.

## Causas
Es difícil determinar la causa exacta del síndrome del túnel tarsiano. Es importante intentar determinar la fuente del problema. El tratamiento y el resultado potencial del tratamiento pueden depender de la causa. Cualquier evento que cree presión en el túnel tarsiano puede causar el síndrome. Esto incluye tumores benignos o quistes, espolones óseos o hinchazón por una fractura o esguince de tobillo.